# Lovell (Maine)
Lovell es un pueblo ubicado en el condado de Oxford en el estado estadounidense de Maine. En el Censo de 2010 tenía una población de 1.140 habitantes y una densidad poblacional de 9,19 personas por km².

## Geografía
Lovell se encuentra ubicado en las coordenadas 44°11′33″N 70°53′9″O / 44.19250, -70.88583. Según la Oficina del Censo de los Estados Unidos, Lovell tiene una superficie total de 124.03 km², de la cual 111.75 km² corresponden a tierra firme y (9.9%) 12.28 km² es agua.

## Demografía
Según el censo de 2010, había 1.140 personas residiendo en Lovell. La densidad de población era de 9,19 hab./km². De los 1.140 habitantes, Lovell estaba compuesto por el 97.37% blancos, el 0.35% eran afroamericanos, el 0.26% eran amerindios, el 0.35% eran asiáticos, el 0.09% eran isleños del Pacífico, el 0.09% eran de otras razas y el 1.49% pertenecían a dos o más razas. Del total de la población el 0.88% eran hispanos o latinos de cualquier raza.